# Cuarteto de cuerda n.º 2 (Mendelssohn)

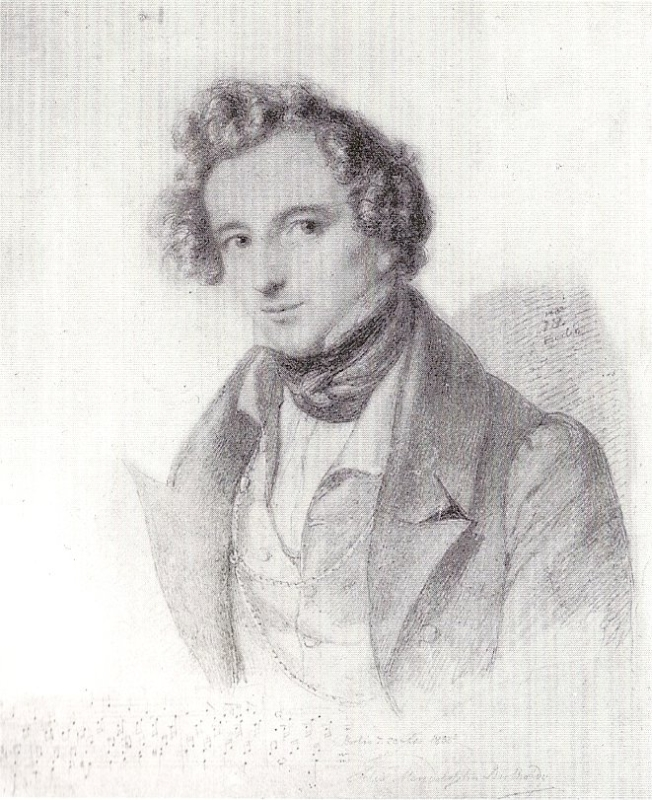
Felix Mendelssohn Bartholdy - por Eduard Bendemann 1833

El Cuarteto de Cuerda n.º 2 en La menor, op . 13, fue compuesto por Felix Mendelssohn en 1827  cuando tenía 18 años y fue el primer cuarteto de cuerda maduro de Mendelssohn. Una de las obras más apasionantes de Mendelssohn, el Cuarteto en La menor, es uno de los primeros y más significativos ejemplos de forma cíclica en la música.

## Estructura: movimientos
La obra tiene cuatro movimientos:
1. Adagio (La mayor) – Allegro vivace (La menor, forma sonata)
2. Adagio non lento (Fa mayor)
3. Intermezzo: Allegretto con moto (La menor) – Allegro di molto (La mayor)
4. Presto (La menor) – Adagio non lento (La mayor)

Una interpretación típica dura aproximadamente 28 minutos.

## Composición

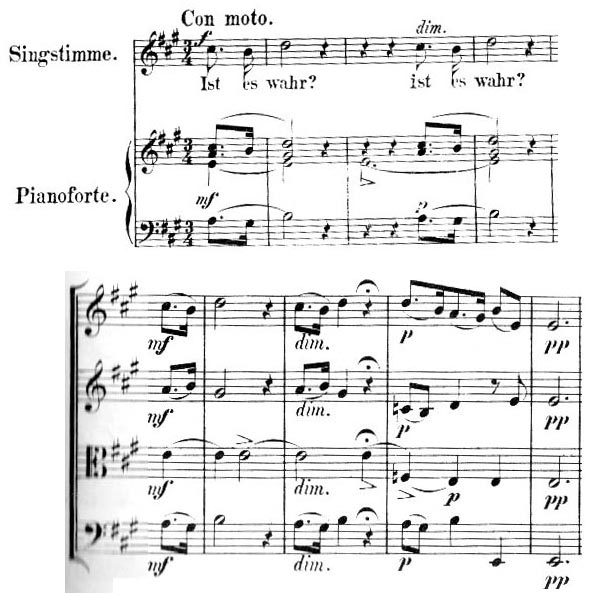
El motivo de la canción de Mendelssohn "Ist es wahr?" y el mismo motivo tal como aparece en el Adagio inicial del cuarteto.

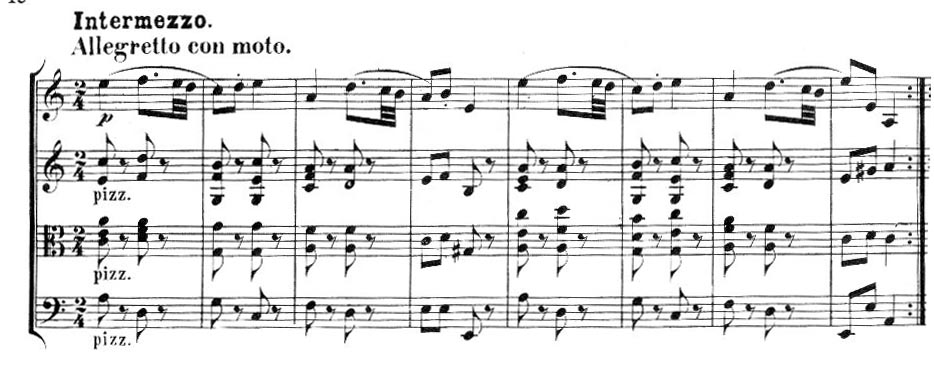
El tema del movimiento Intermezzo, con un tema lírico de violín y acompañamiento de pizzicato.

Aunque Mendelssohn era todavía joven cuando escribió este cuarteto, ya era un compositor experimentado de música de cámara. Ya había escrito el Quinteto de cuerda, op. 18, el Octeto de cuerda, op. 20, y tres cuartetos para piano,  además de varios cuartetos de cuerda juveniles que quedaron inéditos. Unos meses antes había producido la ópera Die Hochzeit des Camacho, que no tuvo éxito. (Su Cuarteto Opus 12, aunque lleva el número de opus precedente, en realidad fue escrito dos años después).

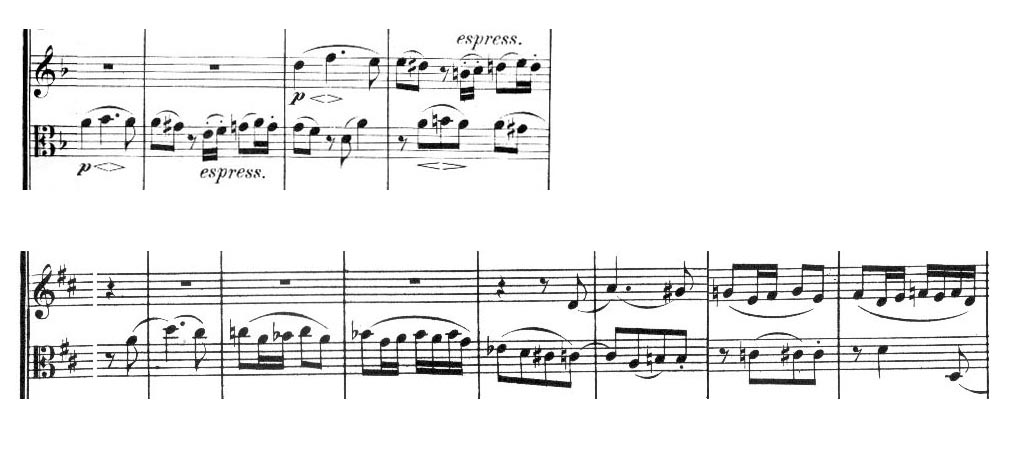
Los motivos fugaces de los movimientos lentos del Opus 13 de Mendelssohn (arriba) y del Opus 95 de Beethoven (abajo). Se muestran las partes del segundo violín y la viola.

Mendelssohn escribió el cuarteto unos meses después de la muerte de Ludwig van Beethoven,a quien había conocido por mediación de Ignaz Moscheles. La influencia de los últimos cuartetos de cuerda de Beethoven (escritos poco antes y algunos de los cuales ni siquiera habían sido publicados cuando Mendelssohn comenzó su composición) es evidente en esta obra. Las últimas obras de Beethoven recibieron, en el mejor de los casos, una recepción tibia, y muchos, incluido el propio padre de Mendelssohn y el compositor Louis Spohr no los entendieron. Mendelssohn, sin embargo, estaba fascinado por ellos: estudió todas las partituras que pudo obtener e incluyó varias alusiones a los cuartetos de Beethoven en este cuarteto Opus 13. Pero más que ser simplemente un homenaje a su gran predecesor, el cuarteto de Mendelssohn toma las implicaciones de los últimos cuartetos de Beethoven –sobre todo sus sugerencias de organización formal cíclica– y las desarrolla en direcciones radicalmente nuevas. Como escribe Benedict Taylor en un análisis muy detallado, este cuarteto "es el ensayo más completo en forma cíclica, tanto de Mendelssohn como de cualquier compositor de esa época, al menos hasta las últimas obras de Cesar Franck". 

Como motivo unificador, Mendelssohn incluyó una cita de su canción "Ist es wahr?" ('¿Es verdad?', Op. 9, no. 1) – "¿Es verdad que me esperas en el cenador junto al muro del viñedo?" – compuesta unos meses antes.  Mendelssohn incluye el título de la canción en la partitura del cuarteto, recordando el título que escribió Beethoven en el último movimiento de su  Cuarteto de cuerda n.º 16, op. 135 "Muss es sein?" (¿Debe serlo?). Pero, a diferencia de la cualidad introspectiva y existencial del cuarteto de Beethoven, la obra de Mendelssohn es apasionada y eminentemente romántica. " Este cuarteto, que se basa en gran medida en técnicas de composición del último Beethoven, vincula la forma clásica tardía con la expresión romántica", escribe Lucy Miller. 

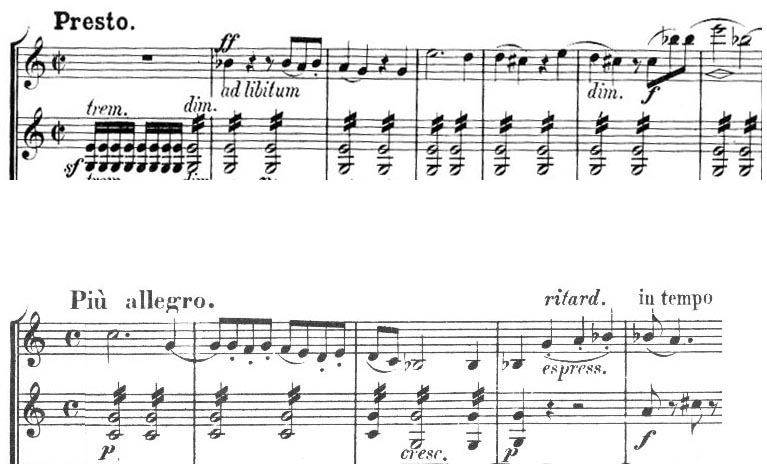
Las cadencias de violín, con acompañamiento de trémolo, que introducen los movimientos finales del cuarteto de Mendelssohn (arriba) y el de Beethoven, Opus 132 (abajo). Se muestran las partes del primer y segundo violín.

## Análisis musical
El motivo de tres notas de "Ist es wahr?", presentado en un Adagio inicial en clave de La mayor, establece la forma cíclica del cuarteto; Los derivados del motivo aparecen en los cuatro movimientos, y el tema de apertura concluye el cuarteto.  Después de la introducción del Adagio, el cuarteto irrumpe en un tumultuoso Allegro Vivace en forma sonata en La menor. "Oirás resonar sus notas en el primer y último movimiento, y sentirás su sentimiento en los cuatro", escribió Mendelssohn a un amigo.  Así, el cuarteto, que está escrito principalmente en tonos menores y de carácter principalmente menor, se abre y cierra en tono mayor, una desviación bastante atrevida de la práctica de composición de cuartetos establecida por Joseph Haydn. Muchos escritores han visto un parecido con el Cuarteto de cuerda n.º 15, op. 132: ese cuarteto, también, tiene un adagio de apertura, luego un primer tema construido con semicorcheas y un pasaje lírico, que es similar a una inversión del tema de Mendelssohn. 
El movimiento Adagio tiene una sección media lenta que sigue el modelo de la sección media del movimiento lento del Op. 95 de Beethoven. Los temas de ambas fugas son melodías sinuosas que se deslizan cromáticamente, pasando de la viola al segundo violín y luego a los otros instrumentos. Al igual que en el modelo de Beethoven, la fuga pasa por una serie de variaciones cada vez más complejas con ritmos cruzados en los distintos instrumentos.

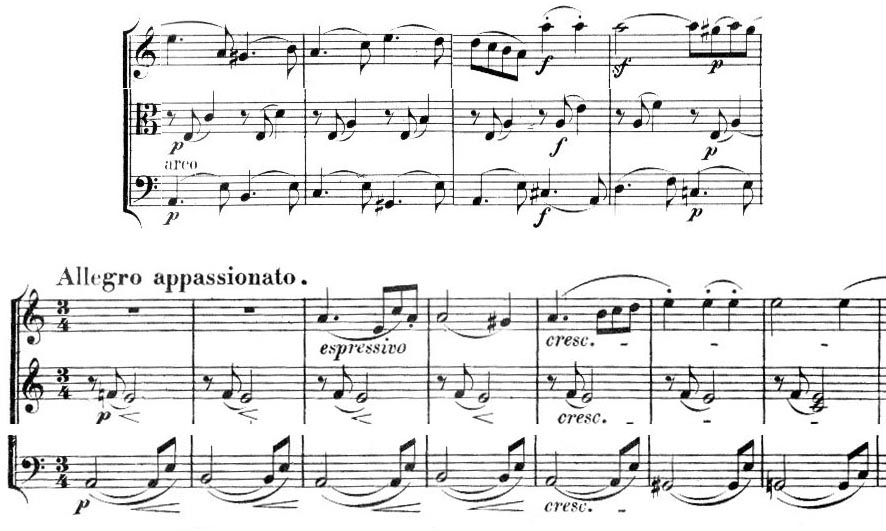
Los temas de los finales del cuarteto de Mendelssohn y de Beethoven Opus 132.

El tercer movimiento, Intermezzo, se abre con un tema ligero en el estilo característico de Mendelssohn. El tema melodioso del primer violín, con acompañamiento de pizzicato en los demás instrumentos, recuerda la obertura El sueño de una noche de verano y los movimientos  scherzo de muchas de las obras de cámara de Mendelssohn.
El movimiento final del Cuarteto op. 132 es similar a la apertura del último movimiento de Mendelssohn: comienza con un interludio de cadenza en el primer violín, que lleva a un movimiento rápido y melódico con una línea de bajo potente en el violonchelo que es similar a la parte del violonchelo del op. 132.